# No・Ri・Ko
『No・Ri・Ko』（の・り・こ）は、1988年12月4日にハドソンから発売されたPCエンジンCD-ROM2用のゲームソフト。開発はアルファ・システムが担当。

## 概要
アドベンチャーゲーム方式でアイドル小川範子とバーチャルデートをする。同ソフトはPCエンジンCD-ROM2システム本体と同じ日に発売されたローンチタイトルで、小川は世界で初めてゲームのアフレコを行った人物となった。

## あらすじ
ある日、主人公は谷本重美（小川の本名）名義の定期券を拾ったお礼で招待状が届き、アイドル小川範子のライブに招かれる。終了後に範子の楽屋に来た主人公は、範子に明日のオフに付き合ってほしいと1日デートの相手を頼まれ、2人は原宿、軽井沢、渋谷、六本木を回る。

## 各所イベント
原宿
ブティックでウィンドウショッピング、試着姿を眺める。
渋谷
ルーレットで昼食メニューを決める。
六本木
ディスコで踊る姿を眺めながら持ち歌「こわれる」を鑑賞。
軽井沢
写真撮影。ズーム機能あり。ここを選ぶと東京へは戻れなくなる。
範子の自宅
小川範子のパーソナルクイズに答える。正解した分の尺だけ持ち歌「永遠のうたたね」を聴き、相性占い、あっちむいてホイをする。